# David Gee Cheng
David Gee Cheng (1 tháng 9 năm 1915 – 16 tháng 9 năm 2005) là một kỹ sư và nhà phát triển bất động sản, ông là Thứ trưởng Bộ Quy hoạch và Xây dựng Indonesia từ năm 1964 đến năm 1966.

## Tiểu sử
Cheng sinh ra tại Thượng Hải vào ngày 1 tháng 9 năm 1915 từ Tsi Fei và Wai Wen (Liang) Cheng. Ông học tại Đại học St. John's ở Thượng Hải và tốt nghiệp Cử nhân Khoa học Xây dựng năm 1939.

## Sự nghiệp
Cheng đến Indonesia vào năm 1945 sau đó trở thành Chủ tịch của Tổng công ty Phát triển Nhà Quốc gia vào năm 1956. Vào ngày 16 tháng 9 năm 1959, Cheng xin nhập quốc tịch Indonesia. Đơn của ông đã được chấp nhận bởi một sắc lệnh của tổng thống vào ngày 23 tháng 8 năm 1961.
Cheng được Tổng thống Sukarno bổ nhiệm làm người đứng đầu Sở Quy hoạch và Xây dựng thành phố với tư cách là thứ trưởng trong Nội các Dwikora vào ngày 27 tháng 8 năm 1964. Theo Bộ trưởng Oei Tjoe Tat, Cheng được Sukarno bổ nhiệm sau khi xây dựng thành công nền móng của khách sạn Indonesia. Do sự mù mờ và thiếu thông tin về ông, tin đồn bắt đầu lan truyền. Tạp chí Fadjar nói rằng Cheng không thể nói tiếng Indonesia và không rõ quốc tịch, trong khi nhà báo Bagja Hidayat cho rằng Cheng là một "người tình báo Hồng Kông".
Trong nhiệm kỳ bộ trưởng, Cheng đã tham gia vào việc xây dựng Giao lộ Semanggi. Cheng và Sutami, bộ trưởng đánh giá xây dựng nhà nước, đã trình bày đề xuất của họ với Tổng thống Sukarno. Sau đó, Cheng và Sutami tranh luận với nhau về đề xuất. Sau đó, Sukarno đã chọn đề xuất của Sutami làm bản thiết kế.
Cheng vẫn giữ chức vụ thứ trưởng sau hai lần cải tổ nội các. Mặc dù không phải là một người trung thành với Sukarno, ông đã bị phế truất khỏi chức vụ vào ngày 21 tháng 5 năm 1966 và được thay thế bởi Rachmat Wiradisuria. Ông là người Trung Quốc cuối cùng từng giữ chức vụ nội các cho đến năm 1998, khi Kian Seng (Bob Hasan) nhậm chức Bộ trưởng Thương mại và Công nghiệp trong Nội các Phát triển thứ bảy tồn tại trong thời gian ngắn của Suharto.
Cheng rời Indonesia đến Hoa Kỳ năm 1966. Ông đến vào ngày 18 tháng 10 năm 1966 và theo học bằng sau đại học tại Trường Thiết kế Đại học Harvard. Ông tốt nghiệp vào năm 1967. Sau đó ông cư trú tại Hawaii và nhập quốc tịch Hoa Kỳ vào ngày 26 tháng 1 năm 1972.
Cheng trở thành một nhà phát triển bất động sản ở Hawaii. Từ năm 1968 đến năm 1970, ông trở thành giám đốc phát triển của Cơ quan hành động về nhà ở của Hội đồng Hawaii (HCHA) ở Honolulu. Ông đã tham gia vào việc xây dựng cộng đồng nhà phố Waimānalo. Sau đó, ông thành lập Tổng công ty Phát triển David Gee Cheng vào năm 1971 và trở thành thành viên của Ủy ban Vận tải trong Hội nghị Phát triển Oahu. Ông mất ngày 16 tháng 6 năm 2005 ở tuổi 90.

## Đời tư
Ông đã kết hôn và có ba người con. Ông là một người Công giáo La Mã.